# Longines
Longines es una histórica firma de relojes de lujo suiza, perteneciente al Grupo Swatch.
Sus orígenes se remontan a un taller de relojería fundado por Auguste Agassiz en Saint-Imier, Suiza. Su sobrino, Ernest Francillon, desarrolló la compañía, le dio su nombre actual y adoptó un logotipo como marca en 1867, un reloj de arena alado. Posteriormente registró este logotipo como marca acogiéndose al Sistema de Madrid de marcas; y a día de hoy es la marca registrada vigente más antigua del Registro de Marcas de la Organización Mundial de la Propiedad Intelectual.
La firma realizó su primer mecanismo en 1867, y al año siguiente fue el primer fabricante que lanzó un movimiento cuya carga se realizaba a través de la corona del propio reloj, sin necesidad de una llave. 
En 1896 la firma fue la encargada de la medición de tiempos en la primera Olimpíada moderna. Con posterioridad, catorce Olimpiadas han tenido a Longines como cronometrador oficial, así como más de treinta ediciones del Tour de Francia, y campeonatos deportivos de gimnasia, esquí, competición ecuestre o Fórmula 1, en la que fue patrocinadora durante varios años de la Scuderia Ferrari. En 1952 fue la primera compañía que unió un sistema de medición de tiempo a una foto finish. 
Longines es famosa por sus relojes de aviador. El capitán Philip van Horn Weems diseñó para la firma un modelo de reloj, el Angle Hour Watch, con una esfera central móvil que se podía sincronizar con alguna señal de radio como ayuda para la navegación. Charles Lindbergh usó un Weems en su vuelo trasatlántico y diseñó para la firma un reloj para pilotar con su nombre basado en el anterior. Ambos modelos, Weems y Lindbergh siguen en producción a día de hoy, siendo algunos de los modelos más veteranos existentes en el mercado. Amelia Earhart también usó estos relojes. Otros famosos poseedores de Longines fueron Albert Einstein, quien tuvo un reloj de bolsillo y otro de pulsera de la firma, Humphrey Bogart o Audrey Hepburn.
También fueron los primeros en lanzar un reloj digital con pantalla LCD en 1971, como la que luego llevarían infinidad de marcas hasta hoy. A mediados de los años 1980 presentó el Longines VHP, primer reloj de cuarzo termocompensado, que adelantaba o atrasaba menos de un segundo al mes.
En 2001 Longines produjo su reloj 30 millones, y en 2007 celebró el 175 aniversario de la firma.
A día de hoy tiene varias colecciones masculinas y femeninas, con los nombres "Elegancia", "Tradición Relojera", en la que estarían homenajes a sus modelos del pasado y "Deportivos", con varias sublíneas. Algunos de sus modelos más conocidos serían los Lindbergh, Weems, Legend Diver, Conquest, Hydroconquest o Flagship.